# ماسارو سايتو
ماساورو سايتو (باليابانية: 齊藤勝) مواليد 6 يناير 1988، هو لاعب كرة القاعدة ياباني.

## روابط خارجية
- ماسارو سايتو على موقع الدوري الياباني لكرة القاعدة (الإنجليزية)
- ماسارو سايتو على موقعبيزبول رفرنس.كوم (الدوري الثانوي) (الإنجليزية)